# Dialetto jerbi
Il dialetto jerbi (eddwi jjerbi in berbero, ﺷﻠﺤة shelha in arabo) è un dialetto berbero parlato nell'isola tunisina di Gerba. Glottolog lo classifica all'interno della lingua nefusi. 
Un tempo diffuso in tutta l'isola, il dialetto è oggi ancora parlato solo in pochi centri: principalmente a Guellala e Ouirsighen (pressoché la totalità della popolazione), Adjim e Sedouikech (parzialmente), nonché all'interno di piccoli gruppi o famiglie isolate in altre località minori. Sembrano non esistere più parlanti monolingui, il che implica che, in mancanza di politiche linguistiche adeguate, il jerbi è destinato a sparire nel giro di poche generazioni.

## Fonetica e fonologia

### Consonanti
Dal punto di vista della fonetica, il jerbi è in una posizione intermedia tra i parlari "a tendenza spirante" (come il cabilo o la tashawit), che presentano delle fricative al posto delle occlusive, e quelli in cui invece i suoni occlusivi sono sempre mantenuti (come la tashelhit e il tuareg). A Jerba infatti si verifica un fenomeno analogo a quello delle "begadkefat" dell'ebraico: le occlusive passano a fricative solo dopo vocale, ma si mantengono occlusive in principio di parola e dopo consonante.

### Vocali
Per quanto riguarda il vocalismo, il jerbi si differenzia dalla maggior parte delle altre varietà di berbero del Nord (che di solito possiedono solo tre fonemi vocalici), dal momento che oltre alle tre vocali "cardinali" (/i/ - /a/ - /u/) anche /ə/ è fonologico, almeno in certi contesti. Questo fatto fa sì che anche in jerbi, come in tuareg, i temi di aoristo e di compiuto delle radici cosiddette "a vocalismo zero" siano differenti (mentre nella maggior parte delle altre lingue berbere essi sono coincidenti).
Per esempio, per il verbo əxdəm "lavorare" 	il tema di aoristo è /xdm/, senza alcuna vocale fonologica, e le forme coniugate sono realizzate con delle sillabe che contengono ə non fonologico, in posizione di volta in volta mutevole a seconda del contesto ([ta yəxdəm] "(egli) lavorerà" ma [ta xədməɣ] "lavorerò"); viceversa, il tema di compiuto è /xdəm/ contenente un fonema ə, la cui posizione resta fissa per tutto il paradigma ([yəxdəm] "ha lavorato", [xdəməɣ] "ho lavorato").